# Моландер (баронский род)
Моландер  (фин. Molander) — дворянский род.

## Происхождение и история рода
Высочайшим указом, от 5 / 17 апреля 1887 года, сенатор Финляндского Сената, тайный советник Клаэс-Герман Адольфович Моландер (фин. Clas Herman Molander; 1817–1897) возведен, с нисходящим его потомством, в баронское достоинство Великого Княжества Финляндского.
Род его внесен, в 1888 году, в матрикул Рыцарского Дома Великого Княжества Финляндского, в число родов баронских, под № 58.